# Cardioglossa nigromaculata
Cardioglossa nigromaculata là một loài ếch thuộc họ Arthroleptidae.
Loài này có ở Cameroon và Nigeria.
Môi trường sống tự nhiên của chúng là rừng ẩm vùng đất thấp nhiệt đới hoặc cận nhiệt đới, sông ngòi, và rừng thoái hóa nghiêm trọng.
Chúng hiện đang bị đe dọa vì mất nơi sống.